# Malacosteus niger
Malacosteus niger is een straalvinnige vissensoort uit de familie van Stomiidae. De wetenschappelijke naam van de soort is voor het eerst geldig gepubliceerd in 1848 door Ayres.

## Kenmerken
Deze vis heeft een gladde huid zonder schubben, een scharnierende kop, een korte, stompe snuit en uitstulpbare kaken. De onderkaak en de tong zijn niet door vliezen verbonden, met andere woorden: de mondbodem ontbreekt. Hij heeft alleen fotoforen rond de bek, die bezet is met scherpe tanden.

## Leefwijze
Dankzij de uitstulpbare kaken kan deze diepzeevis prooien verschalken, die vele malen groter zijn dan hijzelf, zoals vissen en kreeftachtigen.

## Verspreiding en leefgebied
Deze soort komt wereldwijd voor in gematigde en (sub)tropische wateren.